# Габријел Алмонд
Габријел Алмонд (енгл. Gabriel Almond; 12. јануар 1911 – 25. децембар 2002) био је амерички политиколог, најпознатији по раду у подручју компаративне политике, политичког развоја и политичке културе.

## Биографија
Алмонд је рођен у Рок Ајланду, Илиноис, САД, као син руских и украјинских имигранта. Похађао је Универзитет у Чикагу, и на основним и на мастер студијама. Такође радио је са Харолдом Ласвелом. Алмонд је докторирао филозофију 1938, али његова докторска дисертација, Плутократија и политика у Њујорку, није објављена све до 1998, зато што је садржала кртике упућене Џону Рокфелеру, добротвору Универзитета у Чикагу. Алмонд је предавао на колеџу у Бруклину у периоду од 1939. до 1942. године. Уласком САД у други светски рат, Алмонд се придружио канцеларији за ратне информације. Након рата, Алмонд је радио за тим експерата који се бавио последицама америчког ратовања против нацистичке Немачке. Алмонд се вратио академском животу 1947. године, тада је почео да предаје на Јејлу, где је био део њиховог Института за међународне студије све до 1951. године, када је био део групе која је напустила универзитет и отишла на Универзитет Принстон, где су основали Центар за међународне студије. Касније се опет вратио на Јејл 1959. године. Године 1963. је отишао на Универзитет у Стандорду где је радио све до пензије, 1993. године. Године 1961. је изабран за члана Америчке академије уметности и науке. Био је председавајући одељења политичких наука на Станфорду у периоду 1964−1969. Такође посећивао, као гостујући професор, Универзитет у Токију, Универзитету у Бело Хоризонтеу и на државном факултету Тарас Шевченко у Кијеву. 1976. године Аломонд се пензионисао и постао професор емеритус на Станфорду, наставио је да пише и предаје све до његове смрти.
Алмонд је председавао на комитету за Истраживање за друштвене науке на подручју компаративне политике дуги низ година и био је председник Удружења политичких наука у Америци (APSA), у периоду од 1965. до 1966. године. Године 1981. примио је APSA-инову награду Џејмс Медисон, која се даје истакнутом политикологу који је значајно допринео својим научним радовима током своје каријере. Такође, био је прва особа која је примила Karl Deutsch Award од Међународног удружења политиколога 1997. године.

## Посао
Алмонд је проширио подручје политичких наука педесетих година 20. века, тако што је унео другачије приступе из других друштвених наука, као што су социологија,психологија и антропологија у свој рад. Трансформисао је интерес за међународну политику у систематична проучавања компаративног политичког развитка и културе. Алмондов истраживање је покрило много тема, укључујући полику развијених држава, комунизам и религиозни фундаментализам.
Алмод је био разноврстан аутор, објавио је 18 књига и бројне новинске чланке, такође помагао је у писању других. Његово најпознатије дело је Грађанска култура(енгл. The Civic Culture), ко-аутор је био са Сидни Верба. Популаризовало је идеју политичке културе- концепт који укључује национални карактер и како људи бирају да управљају сами собом- као фундаментални аспекат друштва. Алмонд и Верба вредновали су другачије политичке културе према њиховом нивоу и врсти политичке активности и такође по природи људски ставова према политици. Грађанска култура је био један од првих истраживања тј. велика национа анкета, у подручју политичких наука и такође у подручју компаративних студија о демократији.
Алмонд је такође допринео теоријском раду о политичком развитку. У делу Компаративна политика: Развојни принцип, Алмонд и Г. Бингхем Повел предложили су разноврсност културних и функционалних начина да измере развитак друштва. У периоду 1960—1970. Алмондови приступи су успели да дефинишу компаративну политику.

## Пензија
Криза, одлуке и промене су биле у време кад је Алмонд одлазио са Станфорда 1976. године. Његова каријера је била далеко од краја. У пензији Аломонд је идаље остао активак научник, ретко је пропуштао годишња окупљања америчких политиколога. Пажњу су му одвукле две теме. Прва је стање политичких наука, а друга је била проучавање улоге религиозног фундаментализма у политичком животу.
У бројним чланцима Алмонд је осудио поделу у политичким наукама. Описао је дисциплину као подељену у два дела. Први део су они који су сматрали ту дисциплину више као природну науку- формалну, математичку, статистичку и експерименталну, док другу је описао више као меку тј друштвену науку налик историји или филозофији. Он је подржавао друго одређење, јер је сматрао да се квалитети људске културе и понашања не могу описати помоћу строго дефинисаних закона, какве имамо у природним наукама. Није се он много противио првој теорији, шта више желео је да политичке науке буду отворене према многим приступима. Тезе о политичким наукама које су биле подложне емпиризму су често и биле фалсификоване. За Алмонда, чак и у позним годинама, политика је била од великог значаја и такође била је компликована да се обухватила у било ком приступу, желео је да сви седну на један кружни сто и да дискутују.
Гебријел је провео велики део свог пензионерског доба као лидер великог пројекта о фундализму под окриљем Америчке академије наука и уметности. Пројекат је обухватао шипок поглед на најважније чињенице религиозног и политичког феномена у савременом добу.
Године 2002, годину дана пре његове смрти, Алмонд је објавио колекцију његових есеја, Ризици у политичким наукама: нарације и размишљања. У годинама у којима су његове колеге скупњале папире о својим радовима, Гебријел је био, за разлику од њих, доста продуктиван у седамдесетим и осамдесетим годинама свога живота. Већину есеја је написао у својим осамдесетим.Његово последње дело је објављено након његове смрти 2003. године под називом Јака религија.

## Смрт
Гебријел Алмонд је преминуо на дан католичког Божића 25. децембра 2002. године, непосредно пред његов рођендан. На дан смрти био је окружен са својим најближима на њиховом годишњем породичном окупљању у Асиломару.